# Галицький Василь Іванович
Галицький Василь Іванович (1912–1990) — український учений у галузі фізичної географії, геоморфолог, педагог. Доктор географічних наук з 1971 року, професор. Працював у різних освітніх установах СРСР. З 1976 року працював у відділенні географії Інституту геофізики Академії Наук УРСР. Автор понад 100 наукових праць.

## Освіта
У 1930–1933 роках вчився в Уманському інституті соціального виховання і після його закінчення працював вчителем. У 1934 році вступив на заочний відділ географічного факультету Ленінградського університету і в 1941 році, закінчивши навчання, одержав спеціальність географа-геоморфолога. У 1944–1946 роках навчався в аспірантурі.

## Викладацька діяльність
З 1940 року викладав географію в Київському педагогічному інституті. Викладацьку діяльність перервала війна, тоді Галицький був добровольцем винищувального батальйону оборони міста Києва. З 1946 року разом зі своєю дружиною працював старшим викладачем кафедри фізичної географії Кіровоградського педагогічного інституту, а з 1950 по 1953 роки — старшим викладачем та заступником декана Дніпропетровського інституту іноземних мов. З 1953 року працював на кафедрі фізичної географії Курського педагогічного інституту — старшим викладачем, доцентом, професором. З 1972 по 1977 рік — завідував кафедрою фізичної географії.

### Педагогічна діяльність
Педагогічна діяльність В. І. Галицького, крім викладання у вищих навчальних закладах, здійснювалась через керування аспірантами та здобувачами. Його учні з глибокою пошаною та великою вдячністю згадують вимогливість та доброзичливість, поради і підтримку, об'єктивність та невтомність свого наставника, керівника, вчителя. Брав активну участь у багатьох польових практиках студентів, польових ландшафтних дослідженнях-експедиціях відділу фізичної географії на Поліссі, у Лісостепу України.

## Наукова діяльність
У 1950 році В. І. Галицький захистив кандидатську дисертацію «Геоморфологія середньої і нижньої частини басейну річки Псел», а в 1971 році — докторську дисертацію «Основні принципи і методи палеогеоморфологічного аналізу». В 1972 році йому присвоєно вчене звання професора. Науково-дослідницька діяльність В. І. Галицького була спрямована на вивчення проблемних питань ландшафтознавства, зокрема значення літогенної основи у формуванні і розвитку ландшафтів, сучасних процесів і динаміки природи, оцінки природних ресурсів. Основні наукові праці присвячені теоретичним і методичним питанням геоморфології і палеогеоморфології, сучасному та похованому рельєфу Придніпровської низовини, природним та антропогенним процесам на території України. Зокрема, вчений розробив шкалу палеогеоморфологічної ритмічності. Багато наукових праць написав спільно зі своєю дружиною Надією Федорівною Галицькою, кандидатом географічних наук.
За участю В.І. Галицького та його науковим керівництвом відділ фізичної географії виконував науково-дослідні теми: “Природно-територіальні комплекси Києва…”, «Ландшафтознавчі дослідження з метою опрацювання основ регіонального природокористування в Україні» та ряд наукових тем з розроблення конструктивно-географічних рекомендацій щодо його реалізації. Брав безпосередню участь та здійснював наукове керівництво розпочатими відділом фізичної географії польовими ландшафтними дослідженнями в Київській та Чернігівській областях, на які були укладені середньомасштабні ландшафтні карти.
У 1983-1986 рр. були опубліковані монографії «Ландшафти приміської зони м. Києва”, “Використання і охорона природного середовища Середнього Придніпров’я”, “Методичні рекомендації по ландшафтних дослідженнях території України в цілях раціонального природокористування”, підготовлені за науковою редакцією Василя Івановича та його співавторством. 

## Основні наукові праці
1. Галицкий В. И. Ископаемые формы карста как показатель новейших тектонических движений // Уч. зап. Курского гос. пед. ин-та. — 1958. — Вып. 10. — С. 203–212.
2. Галицкий В. И. Геоморфология долины р. Ворсклы // Изв. Всес. геогр. об-ва. 1968. № 2.
3. Галицкая Н. Ф., Галицкий В. И. География Курской области. Воронеж: центр.- черноз. кн. изд-во, 1974. — 135 с.
4. Галицкий В. И. О классификации рельефа Земли и некоторых вопросах терминологии. // Геоморфология. № 4. 1974 г.
5. Галицкий В. И. Геологическое строение Курской области и его изучение как одного из компонентов природно-территориальных комплексов // Науч. тр. КГПИ. Т. 52 (145): Природные ресурсы Курской и сопредельных областей. Курск, 1975. — С. 56-69.
6. Галицкий В. И., Кудинова М. Р. Роль рельефа в формировании естественных ресурсов (на примере северо-запада Курской области) // Науч. тр. КГПИ. Т. 73 (166): Природные условия Курской и сопредельных областей. — Курск, 1976.- С. 15-28.
7. Галицкий В. И. Современные ландшафтные процессы в пойменныхприродных территориальных комплексах. В кн.: Оптимизация природной среды в условиях концентрации производства. Кишинев: Штиинца, 1978, с. 64-66.
8. Галицкий В. И., Петренко О. Н., Шевченко Л. Н. Пойменно-русловые комплексы как объекты организации заповедников. В кн: Тезисы докл. к респ.семинару-совещ.работн.за-повед.учреждений /Аскания-Нова, май 1979 г./,Аскания-Нова, 1979, с. 29.
9. Галицкий В. И. Современные природные процессы и их роль в динамике я развитии геосистем, В кн.: 1У съезд Геогр. о-ва УССР: Тез. докл., Ворошиловград, май 1980 г. -Киев: Наук, думка, 1980, с. 29-30
10. Галицкий В. И. Основы палеогеоморфологии. Киев: Наукова думка, 1980. — 224 с.
11. Галицкий В. И. Роль погребенного рельефа в формировании природных территориальных комплексов. Сер. 5. География` 1980. № 1. М. Изд-во Московского ун-та 1980 г. С.93-97с.
12. Галицкий В. И., Петренко О. Н. Природные условия пойм рек Киевского Полесья и их изменения под влиянием мелиорации. К.: Вища школа, 1981.
13. Киевского Полесья и их изменения под влиянием мелиорации. Физ. география и геоморфология, 1981, вып. 25, с. 75-82.
14. Галицкий В. И., Петренко 0,Н. Ландшафтные исследования природных и мелиорированных пойм рек Киевского Полесья. Физ.география и геоморфология, 1982, вып. 28, с. 38-47.
15. Галицкий В. И., Петренко О. Н. Мелиоративно-хозяйственное освоение пойм полесских рек УССР. В кн.: Охрана и использование природных ресурсов Полесья в связи с проведением осушительной мелиорации. -Киев: Изд. СОПСа УССР АН УССР, 1983, с. 23-25.
16. Галицкий, В. И. Географические аспекты рационального природопользования: материалы науч. конф. Ин-т геофизики им. С. И. Субботина. — Киев : Наук. думка, 1987. — 125 с.
17. Галицкий В. И., Галицкая Н. Ф. Географические открытия, исследования и исследователи: календарь-справочник. — М.: Рад.шк., 1988.
18. Галицкий, В. И. Оптимизация природной среды. АН УССР Киев : Наук. думка, 1989. — 171 с.
19. Галицкий В. И., Галицкая Н. Ф. Среди пустынь и гор. — М. Сов. шк, 1991.